# Крутая Берёга
Крута́я Берёга — микрорайон города Камызяка в Астраханской области, до 1973 года — самостоятельный посёлок Камызякского района.

## География
Микрорайон занимает территорию между протокой Крутоберёжной и трассой, соединяющей бывший посёлок Табола с Азовским, Застенкой и Раздором. Отделён от реки Таболы Тимохиным островом. Расстояние до центра Камызяка по прямой составляет немногим меньше 5 километров, по автодорогам — около 6.

## История
Бывший посёлок вошёл в состав Камызяка одновременно с преобразованием последнего из села в город Указом Президиума Верховного совета РСФСР от 2 февраля 1973 года. В то же время к городу были присоединены ещё три окрестных посёлка — Азово-Долгое, Заречный и Табола.
Сегодня в Крутой Берёге проживает около 100 человек, застройка представлена малоэтажным частным сектором. Уличная сеть микрорайона представлена двумя именованными проездами: Береговой улицей и Крутым переулком. Имеется автобусная остановка.